# Prisión de Doftana
Doftana fue una prisión rumana construida en 1895, se utilizó en la década de 1930 para encerrar a presos políticos. Se encuentra cerca de una aldea con el mismo nombre, en la Telega, comuna. 
Durante el régimen comunista se transformó en un museo, que desde entonces ha sido abandonado debido a la falta de fondos. La instalación se utiliza actualmente como un centro de pintura.

## Reclusos
- Alexandru Moghioroş
- Corneliu Zelea Codreanu
- Emil Bodnăraş
- Gheorghe Apóstol
- Gheorghe Gheorghiu-Dej
- Gheorghe Pintilie
- Grigore Preoteasa
- Horia Sima
- Max Goldstein
- Nicolae Ceaușescu
- Richard Wurmbrand
- Ştefan Foriş